# Zuid-Atlantische Anomalie

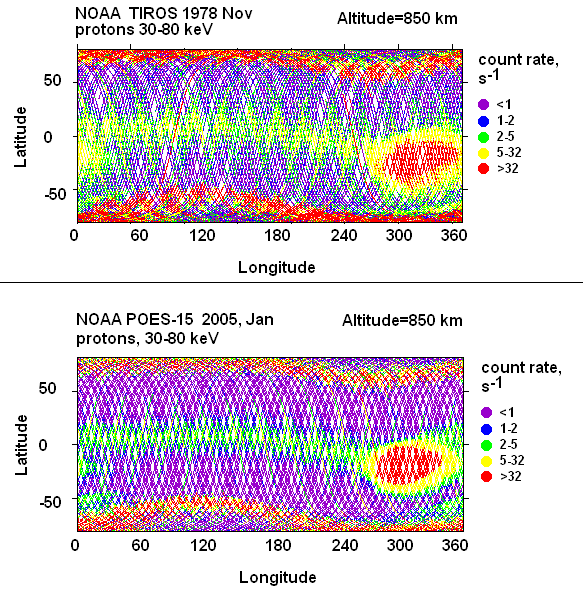
Tellingen door detectoren op twee satellieten in 1978 en 2005 in hun banen om de aarde op een hoogte van 850 kilometer. Horizontale en vertikale assen: geografisch lengte en breedte.
Het rode eiland rechtsonder is het gebied van Zuid-Atlantische Anomalie met meer dan 32 gevonden protonen per sekonde met een energie tussen de 30 en 80 keV (kilo elektronvolt). In 2005 lag het midden van ZAA iets meer naar links bij een geografische lengte rond de 300 graden ten opzichte van 1978 (toen rond de 330 graden), bij een geografische breedte van rond de -20 graden.
NOAA TIROS: de eerste Tiros-N weersatelliet van de Amerikaanse National Oceanic and Atmospheric Administration (NOAA).
NOAA POES-15: de vijftiende satelliet van de NOAA in de POES-serie: Polar Orbiting Environmental Satellites, die over de polen vlogen en waarnemingen aan het milieu deden vanaf lage hoogten.

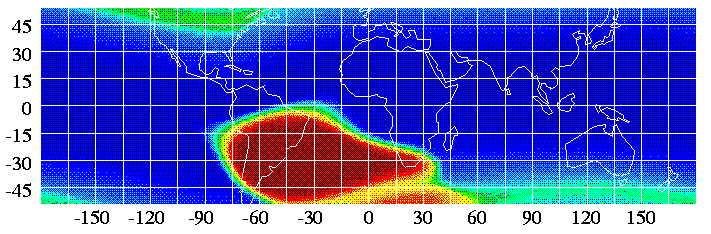
De Zuid-Atlantische Anomalie (rood) op een hoogte van ongeveer 560 kilometer, gemeten door de ROSAT-satelliet voor röntgenastronomie in de jaren 1990. De groene gebieden komen door noorder- en zuiderlicht.

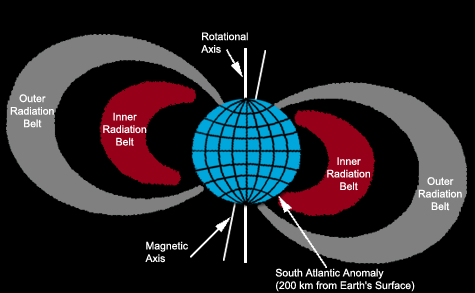
De Van Allen-gordels en het gebied van de Zuid-Atlantische Anomalie (pijl rechtsonder "South Atlantic Anomaly").

De Zuid-Atlantische Anomalie (ZAA, Engels: South Atlantic Anomaly, SAA) is het gebied boven de zuidelijke Atlantische Oceaan waar de binnenste van de Van Allen-gordels het aardoppervlak het dichtst nadert, namelijk tot 200 kilometer. In andere gebieden rond de aarde liggen die gordels op hoogtes van 1000 tot 6000 kilometer, ver boven de meeste satellieten in relatief lage banen om de aarde, maar in de ZAA deukt de gordel in tot kleinere hoogtes. Daar is de concentratie van hoogenergetische geladen deeltjes hoger dan elders. De ligging van de ZAA, aan de oostkust van Zuid-Amerika tot de kust van Afrika, komt doordat het centrum van het aardmagnetisch veld niet samenvalt met het middelpunt van de aarde.
De Zuid-Atlantische Anomalie is hinderlijk voor satellieten en andere ruimtevaartuigen met een baan op enkele honderden kilometers hoogte en baanhoeken tussen 35 en 60 graden: deze banen voeren satellieten periodiek door de Anomalie, waardoor ze steeds vele minuten lang worden blootgesteld aan hoge stralingsintensiteit. Het internationaal ruimtestation ISS, met een baanhoek van 51,6°, moest vanwege dit probleem extra worden beschermd. De ruimtetelescoop Hubble maakt tijdens het passeren van de ZAA geen opnamen, net als destijds (1996-2002) de meeste instrumenten van de deels Nederlandse satelliet BeppoSax. 
Er kunnen dan alleen metingen aan de ZAA gedaan worden, niet aan andere verschijnselen waarvoor de satellieten bedoeld zijn, als een instrument al aan kan blijven. Astronauten aan boord van het ISS zien mysterieuze flitsen als ze door ZAA reizen, ook met ogen dicht. Mogelijk komt dit door het Tsjerenkov-effect (Cerenkovstraling) van snelle deeltjes (zoals het Oh-my-God-deeltje) uit de kosmische straling in het oog. Dus door de ZAA kunnen satellieten maar ongeveer twee derde van de tijd werken.
De ZAA verschuift naar het Westen met een snelheid van ongeveer 0,3 graden per jaar. Deze waarde ligt dicht bij het verschil tussen de rotatiesnelheid van de aardkern en die van de aardkorst, die op 0,3 tot 0,5 graden per jaar wordt geschat.
Uit nieuwe onderzoeken blijkt echter dat het verschil in de rotatiesnelheid van de aardkern ten opzichte van de aardkorst veel kleiner zou zijn. Dus dit verschil blijft mysterieus.
Omdat het aardmagneetveld zwakker wordt met zo'n 5% per eeuw, neemt de bescherming door de Van Allen-gordels ook af en komt de ZAA steeds lager boven het aardoppervlak te liggen.